# Mormodes hookeri
Mormodes hookeri là một loài thực vật có hoa trong họ Lan. Loài này được Lem. mô tả khoa học đầu tiên năm 1851.